# Calau de Sulawesi
El calau de Sulawesi o calau de les Cèlebes (Rhyticeros cassidix) és una espècie d'ocell de la família dels buceròtids (Bucerotidae) que habita zones boscoses de Sulawesi i algunes illes properes.